# Easy Action (musikgrupp)
Easy Action är ett svenskt glamrockband som dök upp under början av 1980-talet. De mest kända medlemmarna i bandet har varit Fredrik von Gerber, Chris Lind, Kee Marcello, Tommy Nilsson, Zinny J. Zan och Peo Thyrén.
Den svenska popsångaren Tommy Nilsson har spelat in ett album och turnerat med bandet. Bandet återförenades sommaren 2006 på Sweden Rock Festival, och de var även förband till Twisted Sister under deras Sverigeturné 2007.

## Biografi
Easy Action bildades först 1981 med Pelle Almgren, 2 meter (Henrik Jermsten från punkbandet Stoodes), Bosse Belsen (Bo Stagman från glamrockarna Shotgun Messiah och Zan Clan) och Björne Fröberg. Bosse och Björne hoppade av och ersattes av Skox och Ubbe. Man lyckades få Stranded Records intresserade och bandet släppte singeln Honcho Bongo. Trots låga försäljningssiffror för debutsingeln fick bandet ett nytt försök med singeln "Om jag vore kung". Efter låga försäljningssiffror även för andra singeln splittrades bandet. Skox och 2 meter bildade Psyhedelic Mongo och Pelle Almgren började skriva låtar istället.
Easy Action ombildades 1983 av Bosse Belsen (nu kallad Zinny J. Zan) tillsammans med Kee Marcello och Peo Thyrén. Stilen var glam och punk precis som den tidigare upplagan av Easy Action, men nu fanns också märkbara Sweet-influenser i soundet. Debutplattan släpptes 1983 och bandet uppmärksammades i dåtidens stora idoltidning, Okej med helsidesreportage. 1984 hoppade Danne Lagerstedt av för att bilda bandet Road Rats tillsammans med Gyp Casino och Conny Bloom, han ersattes av Chris Lind. Debut-LP:n gavs ut igen med nytt omslag och låten "Turn me on" utbytt mot "Rock on rockers". Bandet skrev kontrakt med Warner Bros. Bolaget satsade stort och bekostade promotionfilm och video.
Easy Action medverkade under stort pressuppbåd i Mats Helge Olssons splatterepos Blood Tracks innan Zan hoppade av och ersattes av Horizonts gamle sångare Tommy Nilsson. Innan uppföljaren släpptes hoppade också Thyrén av bandet och när skivan That makes one äntligen kom var det med en ny stil och ett sound som lät mer amerikansk radiorock än engelsk glamrock. Thyrén ersattes tillfälligt av Nalle Påhlsson innan Marcello fick erbjudande om att spela med Europe varvid Easy Action upplöstes.
Bandet återförenades 2006 med medlemmarna från första albumet. De turnerade tillsammans med Twisted Sister och släppte sin debut-LP som CD-skiva.
Den 18 december 2018 blev Easy Action klara inför Sweden Rock Festival 2019. Konserten skulle innehålla en liveframträdande av albumet That Makes One i sin helhet, med samma line-up som spelade in det, inklusive Tommy Nilsson Kee Marcello och Chris Lind.

## Medlemmar
Nuvarande medlemmar
- Kee Marcello – gitarr (1981–1986, 2006–2011, 2019–)
- Chris Lind – gitarr (1984–1986, 2019–), son till Magnus Lind från Perssons Pack
- Tommy Nilsson – sång (1985–1986, 2019–)
- Björn "Grizzly" Höglund – trummor (2006–2011, 2019–)
- Björn (Nalle) Påhlsson – basgitarr (1985–1986, 2019–)
- Jörgen Ingeström – keyboard (Endast livemedlem) (1985–1988, 2019–)

Tidigare medlemmar
- Danny Wilde (eg. Dan Lagerstedt) – gitarr (1982–1984)
- Fredrik von Gerber – trummor (1982–1986)
- Alex Tyrone (eg. Peo Thyrén) – basgitarr (1982–1985)
- Micael Grimm – basgitarr (2006–2011)
- Zinny J. Zan – sång (1981–1986, 2006–2011)
- Simon Roxx – gitarr (2006–2011)

## Diskografi
Studioalbum
- 1983 – Easy Action
- 1986 – That Makes One

Singlar (i urval)
- 1982 – "Honcho Bongo"
- 1982 – "Om jag vore kung"
- 1983 – "Round, Round, Round"
- 1985 – "Rosie"
- 1986 – "Talk of the Town"